# شکست (فیلم ۲۰۰۴)
«شکست» (انگلیسی: Fracture (2004 film)) فیلمی در ژانر جنایی و درام است که در سال ۲۰۰۴ منتشر شد. از بازیگران آن می‌توان به کیت الیوت و جان نوبل اشاره کرد.